# Биг Хорн (окръг, Уайоминг)
Вижте пояснителната страница за други значения на Биг Хорн.
Окръг Биг Хорн (на английски: Big Horn County) е окръг в щата Уайоминг, Съединени американски щати. Площта му е 8182 km², а населението – 12 005 души (2016). Административен център е град Бейсин.